# Olympische Winterspiele 2022/Skilanglauf – Team-Sprint (Männer)
Der Team-Sprint der Männer im Skilanglauf bei den Olympischen Winterspielen 2022 wurde am 16. Februar im Nordischen Ski- und Biathlonzentrum Guyangshu ausgetragen. Gelaufen wurde in der Klassischen Technik. Olympiasieger wurde das norwegische Duo Erik Valnes / Johannes Høsflot Klæbo vor dem finnischen und dem russischen Team.

## Daten
- Datum: 16. Februar 2022, 16:15 Uhr (Qualifikation), 17:45 Uhr (Finale)
- Streckenlänge: 1461 m
- Höhenunterschied: 30 m
- Maximalanstieg: 30 m
- Totalanstieg: 47 m
- 50 Teilnehmer aus 25 Ländern

## Ergebnisse
- Q – Qualifikation für die nächste Runde
- LL – Lucky Loser
- LAP – Überrundet

### Halbfinale

#### Lauf 1
| Rang | #  | Land           | Sportler                               | Zeit (min) | Anmerkungen |
| ---- | -- | -------------- | -------------------------------------- | ---------- | ----------- |
| 1    | 1  | Norwegen       | Erik Valnes Johannes Høsflot Klæbo     | 20:17,28   | Q           |
| 2    | 3  | Frankreich     | Hugo Lapalus Richard Jouve             | 20:17,31   | Q           |
| 3    | 2  | Finnland       | Iivo Niskanen Joni Mäki                | 20:17,81   | Q           |
| 4    | 7  | Kanada         | Antoine Cyr Graham Ritchie             | 20:18,71   | Q           |
| 5    | 11 | Estland        | Henri Roos Martin Himma                | 20:24,29   |             |
| 6    | 9  | Belarus        | Aljaksandr Woranau Jahor Schpuntau     | 20:34,07   |             |
| 7    | 5  | Tschechien     | Luděk Šeller Michal Novák              | 20:36,70   |             |
| 8    | 8  | Slowenien      | Vili Črv Miha Šimenc                   | 20:43,03   |             |
| 9    | 6  | Rumänien       | Paul Constantin Pepene Raul Mihai Popa | 21:03,35   |             |
| 10   | 4  | Großbritannien | James Clugnet Andrew Young             | 21:15,27   |             |
| 11   | 12 | Australien     | Phillip Bellingham Seve de Campo       | 21:17,35   |             |
| 12   | 13 | Litauen        | Modestas Vaičiulis Tautvydas Strolia   | 22:17,79   |             |
| 13   | 10 | Südkorea       | Kim Min-woo Jeong Jong-won             | 22:56,16   |             |

#### Lauf 2
| Rang | #  | Land               | Sportler                                 | Zeit (min) | Anmerkungen |
| ---- | -- | ------------------ | ---------------------------------------- | ---------- | ----------- |
| 1    | 15 | Italien            | Francesco De Fabiani Federico Pellegrino | 20:06,99   | Q           |
| 2    | 16 | Schweden           | William Poromaa Oskar Svensson           | 20:07,57   | Q           |
| 3    | 17 | Schweiz            | Jonas Baumann Jovian Hediger             | 20:07,67   | Q           |
| 4    | 21 | Österreich         | Michael Föttinger Benjamin Moser         | 20:07,78   | Q           |
| 5    | 14 | ROC                | Alexander Bolschunow Alexander Terentjew | 20:07,85   | LL          |
| 6    | 19 | Vereinigte Staaten | Ben Ogden JC Schoonmaker                 | 20:11,42   | LL          |
| 7    | 20 | China              | Wang Qiang Shang Jincai                  | 20:12,40   |             |
| 8    | 23 | Polen              | Maciej Staręga Kamil Bury                | 20:19,87   |             |
| 9    | 24 | Ukraine            | Oleksij Krassowskyj Ruslan Perechoda     | 20:48,40   |             |
| 10   | 25 | Island             | Snorri Einarsson Isak Stianson Pedersen  | 21:05,66   |             |
| 11   | 22 | Lettland           | Raimo Vīgants Roberts Slotiņš            | 21:06,82   |             |
| 12   | 18 | Deutschland        | Albert Kuchler Janosch Brugger           | 21:20,39   |             |

### Finale
| Rang | #  | Land               | Sportler                                 | Zeit (min) | Rückstand    |
| ---- | -- | ------------------ | ---------------------------------------- | ---------- | ------------ |
| 1    | 1  | Norwegen           | Erik Valnes Johannes Høsflot Klæbo       | 19:22,99   | -            |
| 2    | 2  | Finnland           | Iivo Niskanen Joni Mäki                  | 19:25,45   | +2,46 s      |
| 3    | 14 | ROC                | Alexander Bolschunow Alexander Terentjew | 19:27,28   | +4,29 s      |
| 4    | 16 | Schweden           | William Poromaa Oskar Svensson           | 19:38,05   | +15,06 s     |
| 5    | 7  | Kanada             | Antoine Cyr Graham Ritchie               | 19:45,30   | +22,31 s     |
| 6    | 15 | Italien            | Francesco De Fabiani Federico Pellegrino | 19:48,42   | +25,43 s     |
| 7    | 3  | Frankreich         | Hugo Lapalus Richard Jouve               | 19:58,37   | +35,38 s     |
| 8    | 17 | Schweiz            | Jonas Baumann Jovian Hediger             | 20:04,35   | +41,36 s     |
| 9    | 19 | Vereinigte Staaten | Ben Ogden JC Schoonmaker                 | 20:28,07   | +1:05,08 min |
| 10   | 21 | Österreich         | Michael Föttinger Benjamin Moser         | 21:15,00   | +1:52,01 min |